# Bernd Korzynietz
Bernd Korzynietz (Würzburg, Alemania Federal, 8 de septiembre de 1979) es un ex-futbolista alemán que desempeñaba la posición de defensa o lateral.

## Clubes
| Club                     | País     | Año         | Partidos | Goles |
| 1. FC Schweinfurt 05     | Alemania | 1996 - 1999 | 26       | 1     |
| Borussia Mönchengladbach | Alemania | 1999 - 2005 | 150      | 8     |
| Arminia Bielefeld        | Alemania | 2005 - 2008 | 75       | 0     |
| VfL Wolfsburg            | Alemania | 2008        | 0        | 0     |
| MSV Duisburgo            | Alemania | 2009 - 2010 | 30       | 0     |